# Теорема Грина
Теорема Грина устанавливает связь между криволинейным интегралом по замкнутому контуру {\displaystyle C} и двойным интегралом по односвязной области {\displaystyle D}, ограниченной этим контуром. Фактически, эта теорема является частным случаем более общей теоремы Стокса. Теорема названа в честь английского математика Джорджа Грина.

## Формулировка
Пусть {\displaystyle C} — положительно ориентированная кусочно-гладкая замкнутая кривая на плоскости, а {\displaystyle D} — область, ограниченная кривой {\displaystyle C}. Если функции {\displaystyle P=P(x,y)}, {\displaystyle Q=Q(x,y)} определены в области {\displaystyle D} и имеют непрерывные частные производные {\displaystyle {\frac {\partial P}{\partial y}}}, {\displaystyle {\frac {\partial Q}{\partial x}}}, то
{\displaystyle \oint \limits _{C}(P\,dx+Q\,dy)=\iint \limits _{D}\left({\frac {\partial Q}{\partial x}}-{\frac {\partial P}{\partial y}}\right)\,dx\,dy}
где интеграл по контуру берётся против часовой стрелки.
На символе интеграла часто рисуют окружность, чтобы подчеркнуть, что кривая {\displaystyle C} замкнута.

### Доказательство для простой области

— область, правильная в направлении, ограниченная замкнутой кривой

Пусть область {\displaystyle D} — криволинейная трапеция (область, правильная в направлении {\displaystyle OY}):
{\displaystyle D=\{(x,y)|a\leq x\leq b,y_{1}(x)\leq y\leq y_{2}(x)\}}
Для кривой {\displaystyle C}, ограничивающей область {\displaystyle D} зададим направление обхода по часовой стрелке. 
Тогда:
{\displaystyle \iint \limits _{D}{\frac {\partial P}{\partial y}}\,dx\,dy=\int \limits _{a}^{b}dx\int \limits _{y_{1}(x)}^{y_{2}(x)}{\frac {\partial P}{\partial y}}\,dy=\int \limits _{a}^{b}(P(x,y_{2}(x))-P(x,y_{1}(x)))\,dx=}
{\displaystyle =\int \limits _{a}^{b}P(x,y_{2}(x))\,dx-\int \limits _{a}^{b}P(x,y_{1}(x))\,dx\quad (1)}
Заметим, что оба полученных интеграла можно заменить криволинейными интегралами:
{\displaystyle \int \limits _{C_{1}}P(x,y)\,dx=-\int \limits _{-C_{1}}P(x,y)\,dx=-\int \limits _{a}^{b}P(x,y_{1}(x))\,dx\quad (2)}
{\displaystyle \int \limits _{C_{3}}P(x,y)\,dx=\int \limits _{a}^{b}P(x,y_{2}(x))\,dx\quad (3)}
Интеграл по {\displaystyle C_{1}} берётся со знаком «минус», так как согласно ориентации контура {\displaystyle C} направление обхода данной части — от {\displaystyle b} до {\displaystyle a}.
Криволинейные интегралы по {\displaystyle C_{2}} и {\displaystyle C_{4}} будут равны нулю, так как {\displaystyle x=\operatorname {const} }:
{\displaystyle \int \limits _{C_{2}}P(x,y)\,dx=0\quad (4)}
{\displaystyle \int \limits _{C_{4}}P(x,y)\,dx=0\quad (5)}
Заменим в (1) интегралы согласно (2) и (3), а также прибавим (4) и (5), равные нулю и поэтому не влияющие на значение выражения:
{\displaystyle \iint \limits _{D}{\frac {\partial P}{\partial y}}\,dx\,dy=\int \limits _{C_{1}}P(x,y)\,dx+\int \limits _{C_{3}}P(x,y)\,dx+\int \limits _{C_{2}}P(x,y)\,dx+\int \limits _{C_{4}}P(x,y)\,dx}
Так как обход по часовой стрелке при правой ориентации плоскости является отрицательным направлением, то сумма интегралов в правой части является криволинейным интегралом по замкнутой кривой {\displaystyle C} в отрицательном направлении:
{\displaystyle \iint \limits _{D}{\frac {\partial P}{\partial y}}\,dx\,dy=-\int \limits _{C}P(x,y)\,dx\quad (6)}
Аналогично доказывается формула:
{\displaystyle \iint \limits _{D}{\frac {\partial Q}{\partial x}}\,dx\,dy=\int \limits _{C}Q(x,y)\,dy\quad (7)}
если в качестве области {\displaystyle D} взять область, правильную в направлении {\displaystyle OX}.
Складывая (6) и (7), получим:
{\displaystyle \int \limits _{C}P\,dx+Q\,dy=\iint \limits _{D}\left({\frac {\partial Q}{\partial x}}-{\frac {\partial P}{\partial y}}\right)\,dx\,dy}

## Формулы Грина
Если бы в электростатических задачах мы всегда имели дело с дискретным или непрерывным распределением заряда без всяких граничных поверхностей, то общее решение для скалярного потенциала
{\displaystyle \Phi (x)=\int {\frac {\rho (x')}{|x-x'|}}d^{3}x}
было бы самой удобной и непосредственной формой решения таких задач и не нужны были бы ни уравнение Лапласа, ни уравнение Пуассона. Однако
в действительности в целом ряде, если не в большинстве, задач электростатики мы имеем дело с конечными областями пространства (содержащими или не содержащими заряд), на граничных поверхностях которых заданы определённые граничные («краевые») условия. Эти граничные условия могут быть заменены некоторым соответственно подобранным распределением зарядов вне рассматриваемой области (в частности, в бесконечности), однако приведённое выше соотношение в этом случае уже непригодно для расчёта потенциала, за исключением некоторых частных случаев (например, в методе изображений).
Для рассмотрения задач с граничными условиями необходимо расширить используемый нами математический аппарат, а именно вывести так называемые формулы, или теоремы Грина (1824 г.).
Они получаются непосредственно из теоремы о дивергенции
{\displaystyle \int \limits _{V}\operatorname {div} ~A\,d^{3}x=\oint \limits _{S}A\cdot n\,da},
которая справедлива для любого векторного поля А, определённого в объёме V, ограниченном замкнутой поверхностью S. Пусть {\displaystyle A=\varphi \operatorname {grad} ~\psi }, где {\displaystyle \varphi } и {\displaystyle \psi } — произвольные дважды непрерывно-дифференцируемые скалярные функции.
Тогда
{\displaystyle \operatorname {div} \,(\varphi \;\operatorname {grad} \,\psi )=\varphi \nabla ^{2}\psi +\operatorname {grad} ~\varphi \cdot \operatorname {grad} ~\psi \qquad (1)}
и
{\displaystyle \varphi \;\operatorname {grad} \,\psi \cdot n=\varphi {\frac {\partial \psi }{\partial n}}\qquad (2)},
где {\displaystyle {\frac {\partial }{\partial n}}} — нормальная производная на поверхности S (по
направлению внешней нормали по отношению к объёму V). Подставляя (1) и (2) в теорему о дивергенции, мы придем к первой формуле Грина
{\displaystyle \int \limits _{V}(\varphi \;\nabla ^{2}\psi +\operatorname {grad} \,\varphi \cdot \operatorname {grad} \,\psi )\,d^{3}x=\oint \limits _{S}\varphi {\frac {\partial \psi }{\partial n}}\,da\qquad (3)}.
Напишем такую же формулу, поменяв в ней местами {\displaystyle \varphi } и {\displaystyle \psi },
и вычтем её из (3). Тогда члены с произведением {\displaystyle \operatorname {grad} ~\varphi \cdot \operatorname {grad} ~\psi }
сократятся и мы получим вторую формулу Грина, называемую иначе теоремой Грина:
{\displaystyle \int \limits _{V}(\varphi \nabla ^{2}\psi -\psi \nabla ^{2}\varphi )\,d^{3}x=\oint \limits _{S}\left[\varphi {\frac {\partial \psi }{\partial n}}-\psi {\frac {\partial \varphi }{\partial n}}\right]\,da}.
В физике и математике теорема Грина дает соотношение между криволинейным интегралом простой ограниченной кривой С и двойным интегралом по плоской поверхности D ограниченной кривой С. И в общем виде записывается следующим образом
{\displaystyle \int \limits _{C}L\,dx+M\,dy=\iint \limits _{D}\left({\frac {\partial M}{\partial x}}-{\frac {\partial L}{\partial y}}\right)\,dA.}
В физике Теорема Грина в основном используется для решения двумерных потоковых интегралов, исходя из того, что сумма исходящих потоков в любой точке области равна результирующему потоку, суммируемому по всей ограничивающей поверхности.
Третья формула Грина получается из второй путём замены {\displaystyle \psi ={\frac {1}{|\mathbf {x} -\mathbf {y} |}}} и замечания о том, что {\displaystyle \nabla ^{2}\psi =-4\pi \delta \left(\mathbf {x} -\mathbf {y} \right)} в {\displaystyle {{\mathbb {R} }^{3}}}. Если {\displaystyle \phi } дважды дифференцируема на U.
{\displaystyle \oint \limits _{\partial U}\left[{1 \over |\mathbf {x} -\mathbf {y} |}{\partial \phi  \over \partial n}(\mathbf {y} )-\phi (\mathbf {y} ){\partial  \over \partial n_{\mathbf {y} }}{1 \over |\mathbf {x} -\mathbf {y} |}\right]\,dS_{\mathbf {y} }-\int \limits _{U}\left[{1 \over |\mathbf {x} -\mathbf {y} |}\nabla ^{2}\phi (\mathbf {y} )\right]\,dV_{\mathbf {y} }=k}
{\displaystyle k=4\pi \phi (x),} если {\displaystyle x\in IntU} (здесь Int обозначает внутренность множества),
{\displaystyle 2\pi \phi (x),} если {\displaystyle x\in \partial U}
и в точке {\displaystyle x} к граничной поверхности имеется касательная плоскость.